# Vicus Tuscus

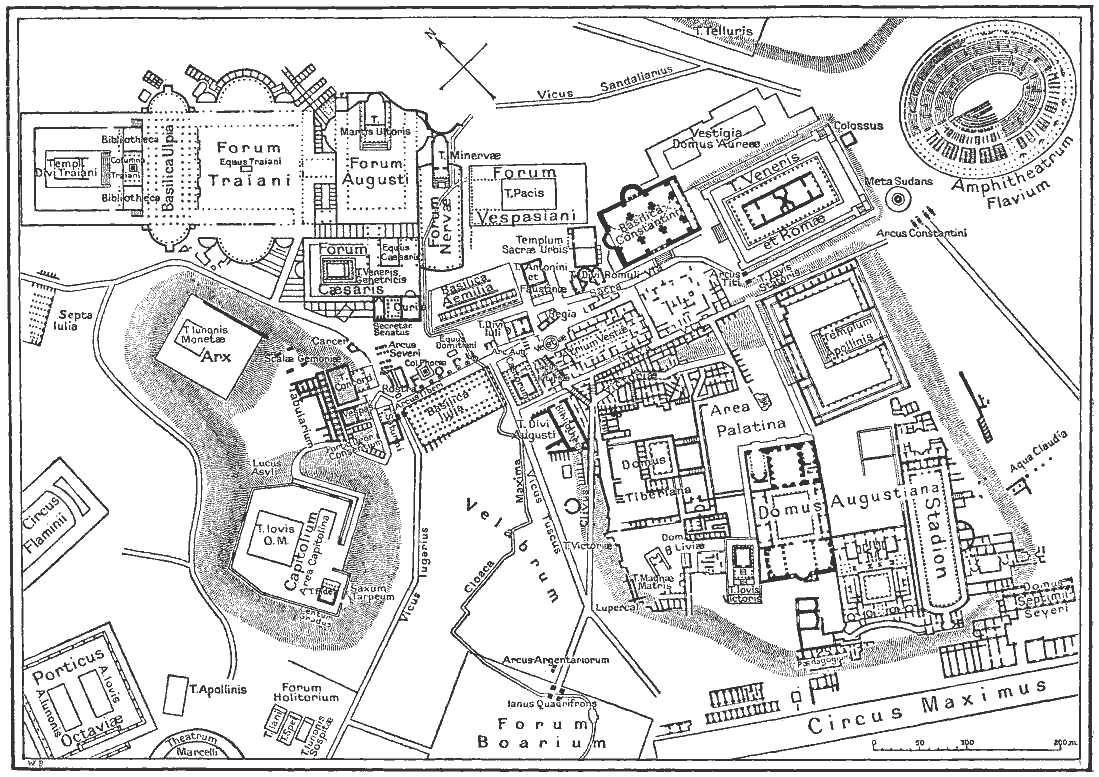
Kaart van het centrum van het antieke Rome, met centraal de Vicus Tuscus

De Vicus Tuscus (Nederlands:Toscaanse weg) was een belangrijke straat in het centrum van het oude Rome.
De Vicus Tuscus verbond het Forum Romanum, met het Forum Boarium, waar de oudste rivierhaven van de Tiber was. De straat begon tussen de Tempel van Castor en Pollux en de Basilica Julia op het Forum Romanum, waar hij aansloot op de Via Sacra. Vervolgens liep hij via het dal tussen de Palatijn en de Capitolijn (de Velabrum) naar het Forum Boarium aan de andere kant van de heuvels. Op het Forum Boarium ging de Vicus Tuscus in de Republikeinse tijd door de Porta Flumentana, waarna hij uitkwam bij de Pons Aemilius, waar men de Tiber kon oversteken. 
In de Republikeinse tijd lagen de huizen van rijke burgers langs deze straat. In de keizertijd kreeg deze buurt een meer commercieel karakter en stonden hier veel winkels en markten. Er werd onder andere in boeken en parfums gehandeld. 
Naast een drukke handelsroute werd de Vicus Tuscus ook gebruikt voor religieuze processies. De Cloaca Maxima, het belangrijkste riool van Rome, volgde gedeeltelijk de route van de Vicus Tuscus.
De naam wordt in verband gebracht met Etruskische immigranten uit het gebied van het huidige Toscane. Er stond een schrijn ter ere van de Etruskische god Vortumnus aan het begin van de straat.